# Пша
Пша — река в России, протекает в Лукояновском и Шатковском районах Нижегородской области. Устье реки находится в 281 км по правому берегу реки Тёша. Длина реки составляет 12 км.
Исток реки севернее села Неверово в 15 км к северо-западу от города Лукоянов. Река течёт на юго-запад по безлесой местности. Исток и верхнее течение в Лукояновском районе, затем река течёт по Шатковскому району, где протекает село Силино, перед устьем возвращается в Лукояновский район. Впадает в Тёшу к западу от села Силино. В верховьях в межень пересыхает.

## Данные водного реестра
По данным государственного водного реестра России относится к Окскому бассейновому округу, водохозяйственный участок реки — Тёша от истока и до устья, речной подбассейн реки — Бассейны притоков Оки от Мокши до впадения в Волгу. Речной бассейн реки — Ока.
По данным геоинформационной системы водохозяйственного районирования территории РФ, подготовленной Федеральным агентством водных ресурсов:
- Код водного объекта в государственном водном реестре — 09010300212110000030427
- Код по гидрологической изученности (ГИ) — 110003042
- Код бассейна — 09.01.03.002
- Номер тома по ГИ — 10
- Выпуск по ГИ — 0